# Aeropuerto Internacional Moshoeshoe I
El Aeropuerto Internacional Moshoeshoe I (IATA: MSU, OACI: FXMM) es un aeropuerto internacional ubicado a las afueras de Maseru, Lesoto en el pueblo de Mazenod. Se encuentra a unos veinte kilómetros del centro de Maseru.

## Aerolíneas y destinos
| Aerolíneas | Destinos                  |
| ---------- | ------------------------- |
| Airlink    | Johannesburgo–O. R. Tambo |